# Scranton (Carolina do Sul)
Scranton é uma cidade  localizada no estado norte-americano de Carolina do Sul, no Condado de Florence.

## Demografia
Segundo o censo norte-americano de 2000, a sua população era de 942 habitantes.
Em 2006, foi estimada uma população de 995, um aumento de 53 (5.6%).

## Geografia
De acordo com o United States Census Bureau tem uma área de
2,2 km², dos quais 2,2 km² cobertos por terra e 0,0 km² cobertos por água. Scranton localiza-se a aproximadamente 13 m acima do nível do mar.

## Localidades na vizinhança
O diagrama seguinte representa as localidades num raio de 28 km ao redor de Scranton.